# Nord Aviation
Nord Aviation là một hãng sản xuất máy bay thuộc sở hữu nhà nước của Pháp. Nó được thành lập vào ngày 1 tháng 10-1954 dựa trên SFECMAS by SNCAN. (Société Nationale de Constructions Aéronautiques du Nord). Tên gọi Nord cũng được sử dụng để chỉ hãng tiền nhiệm Nord Aviations predecessor - SNCAN.
Công ty có trụ sở ở trung tâm nước Pháp, tại sân bay Bourges, tại khu hành chính Cher. Năm 1970, Nord Aviation sáp nhập với Sud Aviation thành lập nên Société Nationale d'Industrie Aérospatiale (SNIAS), sau này đổi tên thành Aérospatiale và cuối cùng sáp nhập và tập đoàn hàng không không gian Châu Âu EADS năm 2000.

## Sản phẩm máy bay (SNCAN và Nord Aviation)

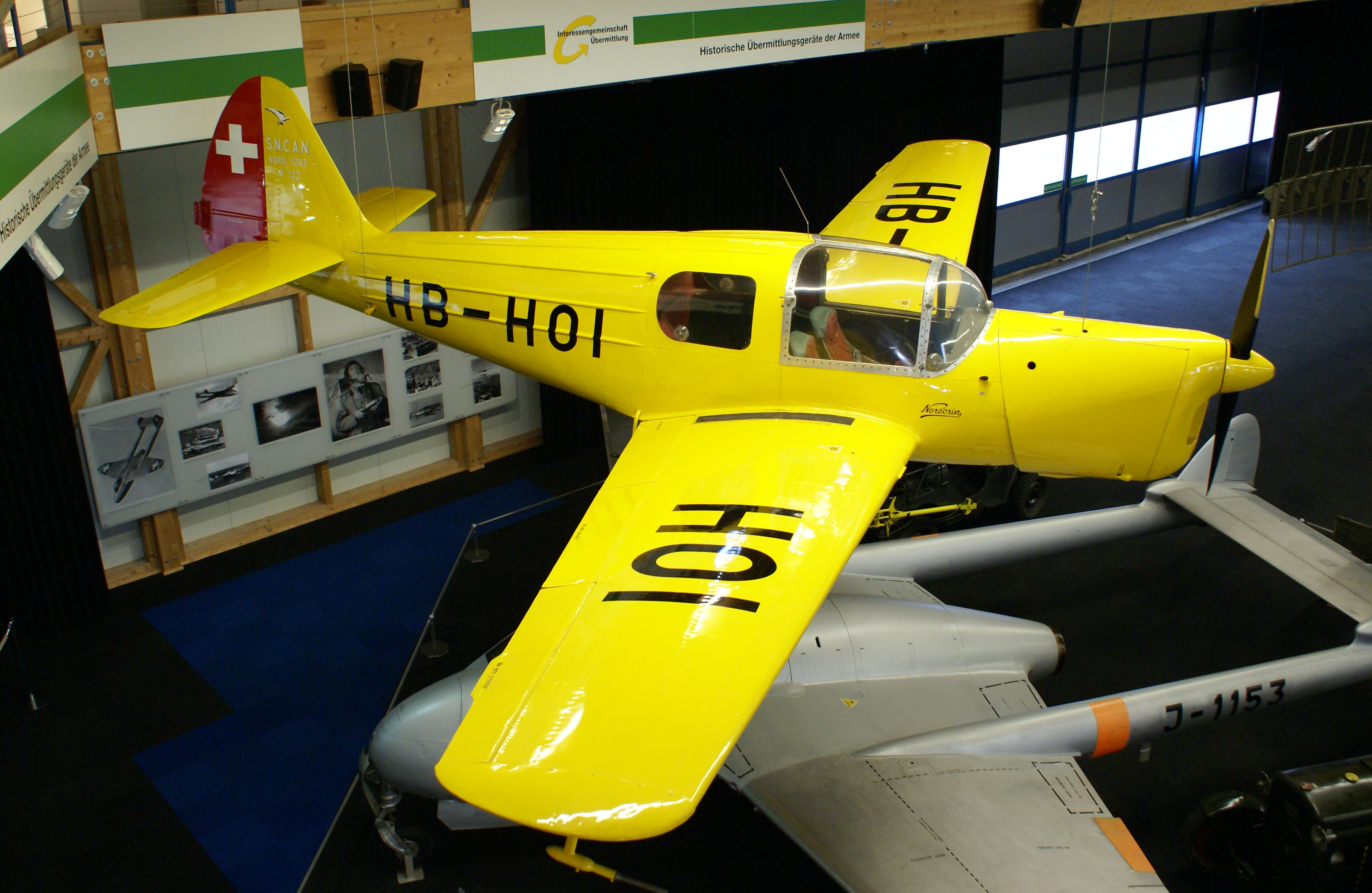
Nord 1203 Norécrin trainer

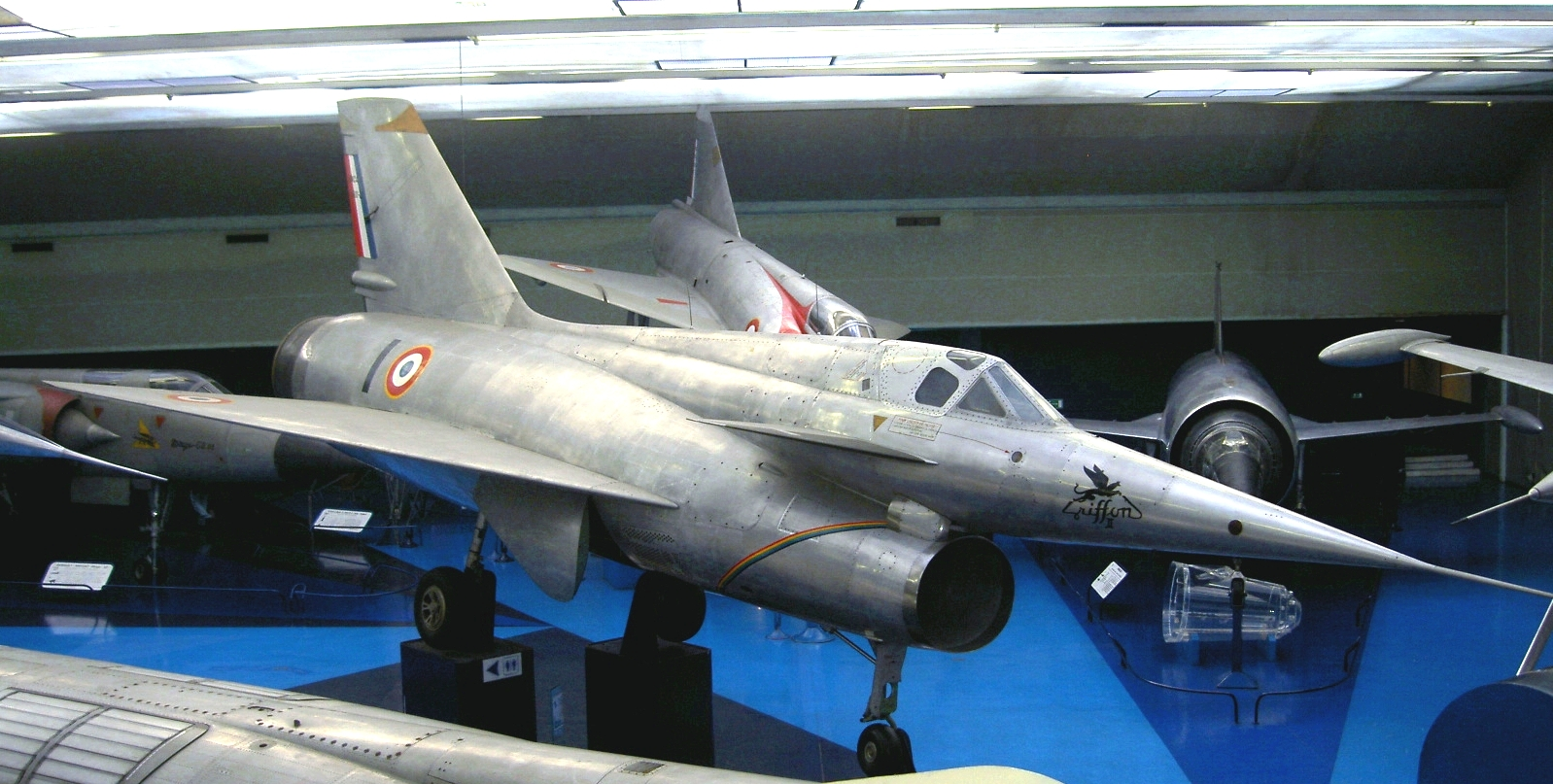
Nord 1500 prototype

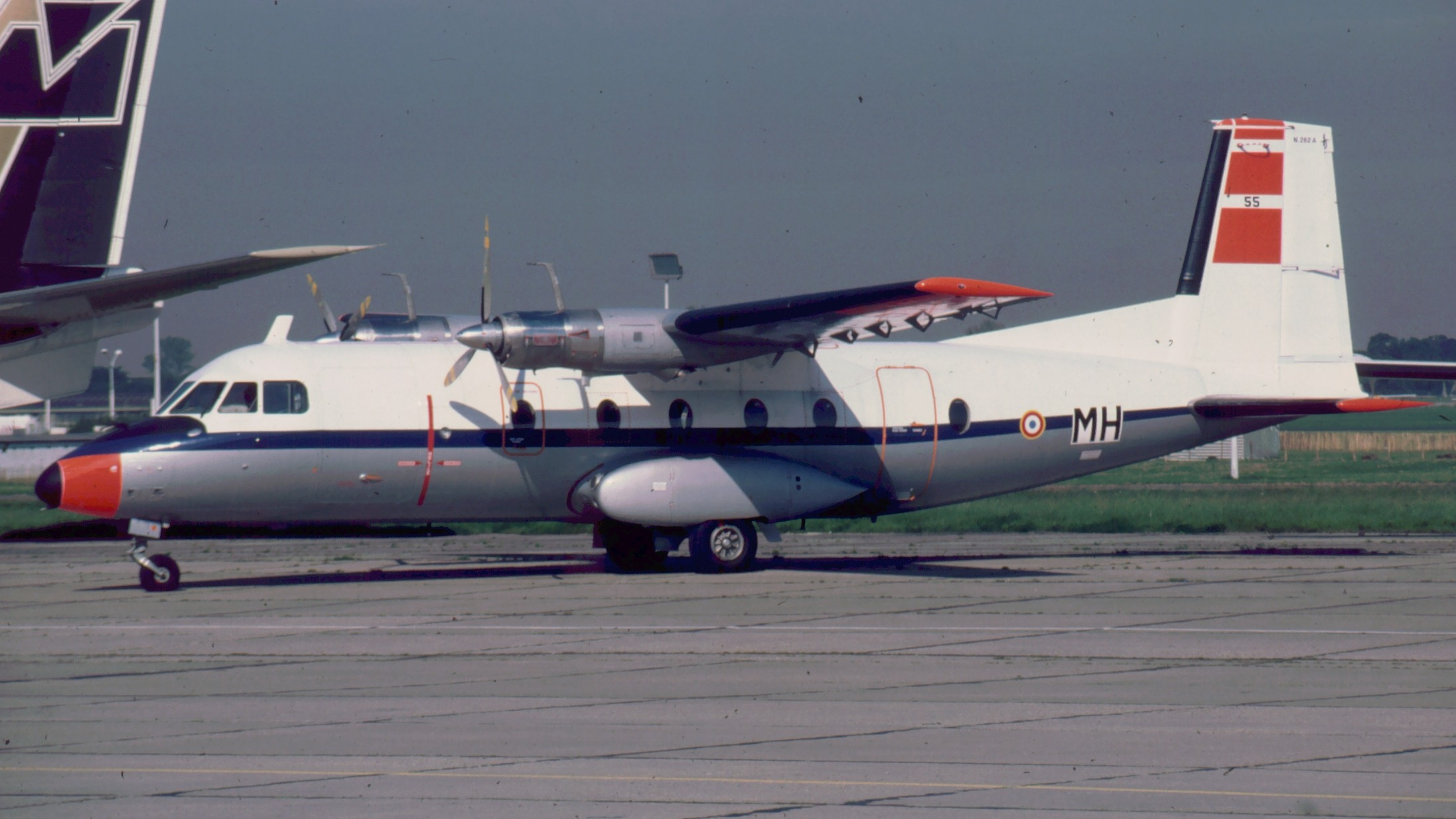
Nord 262 airliner

| Kiểu                           | Năm  | Chú thích                         |
| ------------------------------ | ---- | --------------------------------- |
| Nord 1000 Pingouin             | 1944 | Thông tin liên lạc                |
| Nord 1001 Pingouin I           | 1944 | Thông tin liên lạc                |
| Nord 1002 Pingouin II          | 1944 | Thông tin liên lạc                |
| Nord 1100 Noralpha             | 1944 | Nguyên mẫu                        |
| Nord 1101 Noralpha             |      |                                   |
| Nord 1102 Noralpha             |      |                                   |
| Nord 1104 Noralpha             |      | Thử nghiệm động cơ                |
| Nord 1110 Nord-Astazou         | 1958 | Thử nghiệm động cơ                |
| Nord 1200 Norécrin             | 1945 | Nguyên mẫu                        |
| Nord 1201 Norécrin             |      |                                   |
| Nord 1202 Norécrin II          |      |                                   |
| Nord 1203 Norécrin II/III/IV/V |      |                                   |
| Nord 1204 Norécrin             | 1959 |                                   |
| Nord 1221 Norélan              | 1948 | Huấn luyện hạng nhẹ               |
| Nord 1222 Norélan              |      | Huấn luyện hạng nhẹ               |
| Nord 1223 Norélan              |      | Huấn luyện hạng nhẹ               |
| Nord 1400 Noroit               | 1948 | Máy bay lưỡng cư                  |
| Nord 1401 Noroit               | 1949 | Máy bay lưỡng cư                  |
| Nord 1402 Noroit               |      | Máy bay lưỡng cư                  |
| Nord 1402A Gerfaut IA          | 1954 | Mẫu nghiên cứu cánh tam giác      |
| Nord 1402B Gerfaut IB          |      | Mẫu nghiên cứu cánh tam giác      |
| Nord 1405 Gerfaut              | 1956 | Mẫu nghiên cứu cánh tam giác      |
| Nord 1500 Griffon I            | 1955 | Máy bay nghiên cứu                |
| Nord 1500 Griffon II           | 1957 | Máy bay nghiên cứu                |
| Nord 1601                      | 1950 | Máy bay nghiên cứu                |
| Nord 1750 Norelfe              |      | Trực thăng nghiên cứu             |
| Nord 2500 Noratlas             | 1949 | Máy bay vận tải quân sự           |
| Nord 2501 Noratlas             | 1950 | Máy bay vận tải quân sự           |
| Nord 2502 Noratlas             |      | Máy bay vận tải dân dụng          |
| Nord 2503 Noratlas             | 1956 | Thử nghiệm động cơ                |
| Nord 2504 Noratlas             |      | Mô hình lớp học của Hải quân Pháp |
| Nord 2506 Noratlas             |      | Phiên bản vận tải tấn công        |
| Nord 2507 Noratlas             |      | Phiên bản cứu hộ                  |
| Nord 2508 Noratlas             |      | Vận tải hàng hóa                  |
| Nord 3200                      | 1957 | Huấn luyện sơ cấp                 |
| Nord 3201                      |      | Huấn luyện sơ cấp                 |
| Nord 3202                      |      | Huấn luyện sơ cấp                 |
| Nord 3400                      | 1958 | Quân sát quân sự                  |
| Nord 262                       | 1962 | Máy bay dân dụng                  |